# Moyes-Nunatak
Der Moyes-Nunatak ist ein etwa 600 m hoher Nunatak an der Loubet-Küste des Grahamlands im Norden der Antarktischen Halbinsel. Auf der Arrowsmith-Halbinsel ragt er 2,5 km südlich des Mount Veynberg an der Westflanke des Nye-Gletschers auf.
Das UK Antarctic Place-Names Committee benannte ihn 1984 nach Alastair B. Moyes vom British Antarctic Survey, der von 1979 bis 1981 auf der Rothera-Station tätig war und dabei zwischen 1980 und 1981 in diesem Gebiet Vermessungen vorgenommen hatte.